# Mũi Juby

Cape Juby

Mũi Juby (tiếng Ả Rập: رأس جوبي, phát âm Ra's Juby trong tiếng Ả Rập) là một mũi đất ở bờ phía nam của Maroc, gần biên giới giữa Maroc và Tây Sahara, ngay phía đông của Quần đảo Canaria.
Trong thời gian từ năm 1767 tới năm 1916, mũi Juby là một phần của nước Beiruk.
Năm 1879, "Công ty Tây Bắc Phi" (North West Africa Company) của Anh đã lập một trạm buôn bán ở đây gọi là Port Victoria, nhưng năm 1895 đã bán cho vua Hồi giáo Maroc.
Năm 1912, Tây Ban Nha thương thuyết với Pháp (lúc đó đang cai trị Maroc) nhượng lại cho Tây Ban Nha vùng cạnh phía nam của Maroc, và ngày 29.7.1916, Francisco Bens đã chính thức chiếm Mũi Juby, và sử dụng làm nơi tạm dừng cho các chuyến bay chở thư.
Thuộc địa này rộng 12.700 dặm vuông, với số dân 9.836 người. Thành phố chính của vùng này được lập dưới tên Villa Bens, nay gọi là Tarfaya.
Khi Maroc giành được độc lập năm 1956, nước này đã đòi Tây Ban Nha trả lại vùng đất này. Sau vài cuộc kháng cự với một số trận chiến trong năm 1957, Mũi Juby đã thuộc về Maroc năm 1958. Vùng này ngày nay cũng gọi là Tarfaya Strip.